# Khỉ đầu chó Chacma
Khỉ đầu chó Chacma, tên khoa học Papio ursinus, là một loài động vật có vú trong họ Cercopithecidae, bộ Linh trưởng. Loài này được Kerr mô tả năm 1792.

## Hình ảnh

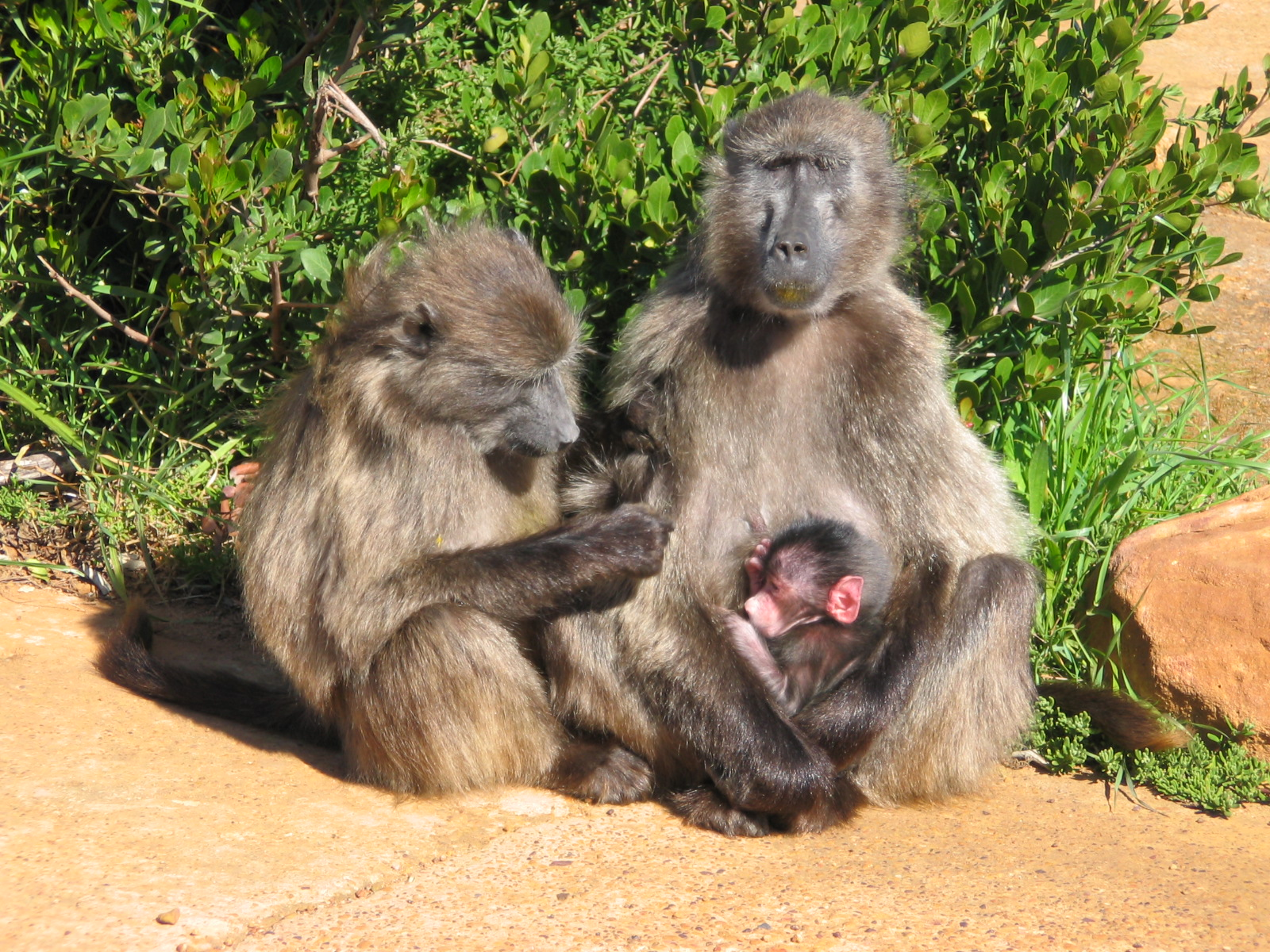
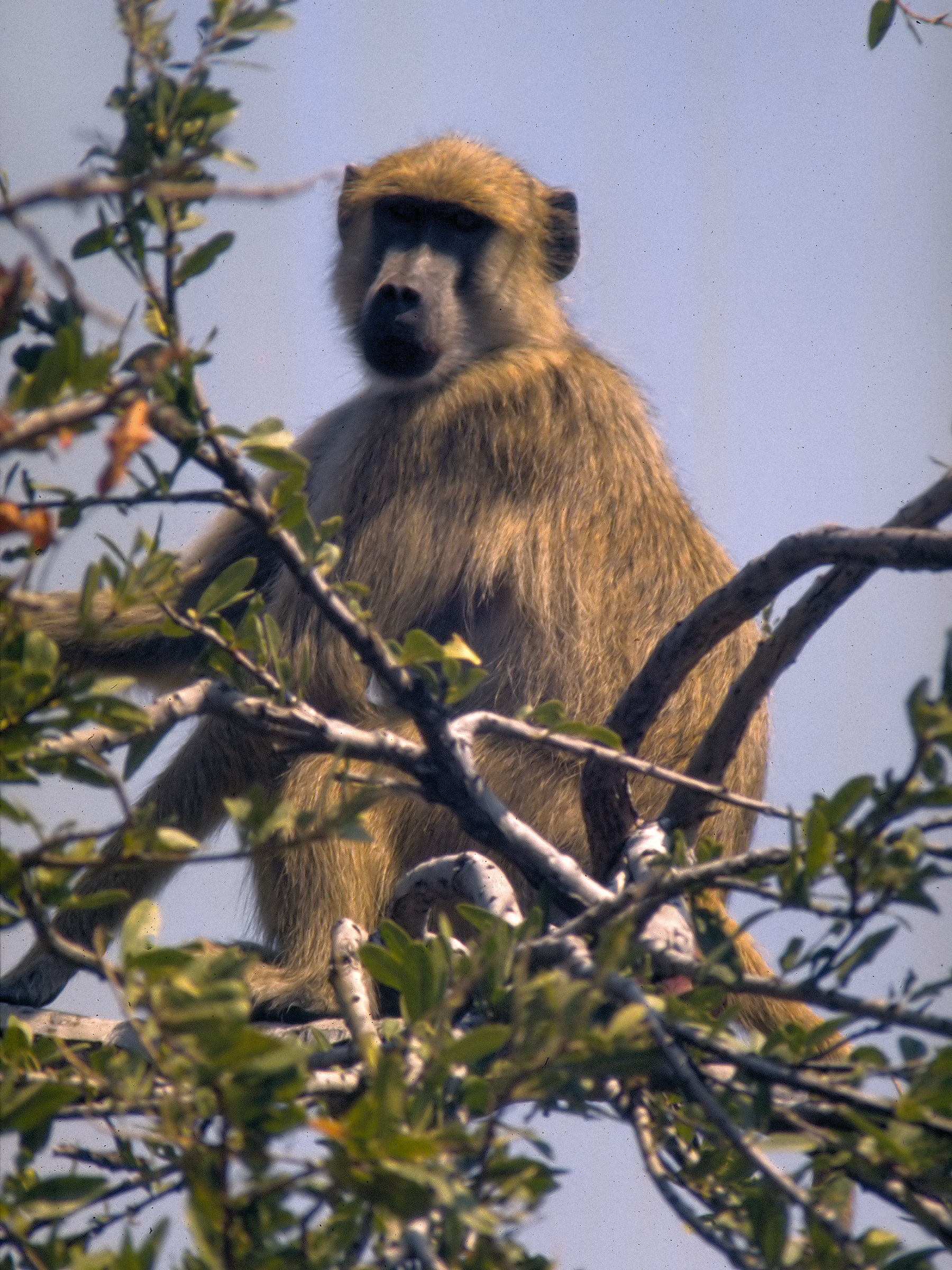
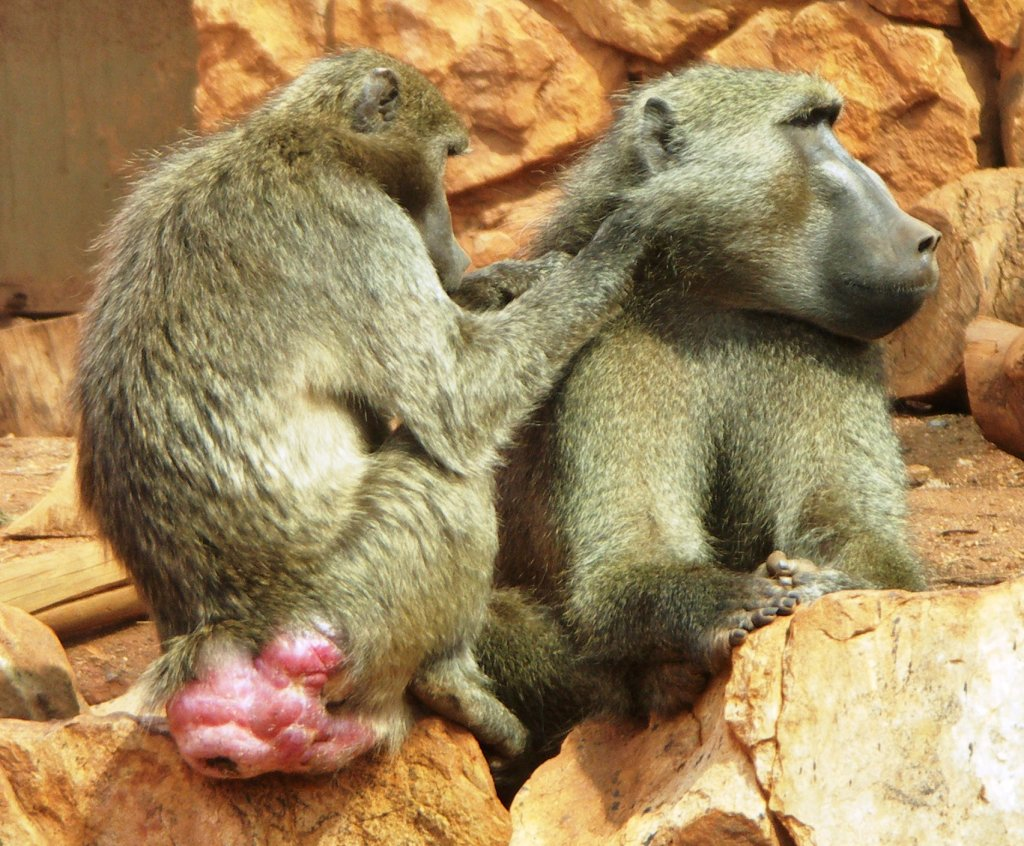
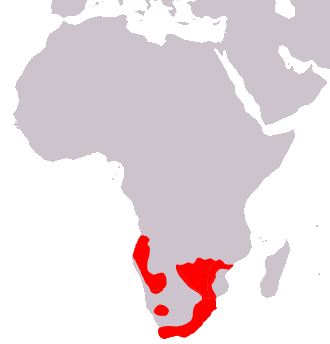

## Phân loài
- P. u. ursinus Kerr, 1792
- P. u. griseipes Pocock, 1911
- P. u. raucana Shortridge, 1942